# Bani Samil
Bani Samil (arab. بني صميل; fr. Beni Semiel)  – jedna z 53 gmin w prowincji Tilimsan, w Algierii, znajdująca się we wschodniej części prowincji, około 28 km na zachód od Tilimsan. W 2008 roku gminę zamieszkiwało 4704 osób. Numer statystyczny gminy w Office National des Statistiques d'Algérie to 1352.